# Reyvroz
Reyvroz ist eine französische Gemeinde im Département Haute-Savoie in der Region Auvergne-Rhône-Alpes.

## Geographie
Reyvroz liegt auf 777 m, acht Kilometer südöstlich der Stadt Thonon-les-Bains (Luftlinie). Das Dorf erstreckt sich im Chablais, auf einem Vorsprung am Ostabhang des Mont d’Hermone, hoch über der Dranse am Eingang in das Vallée du Brevon, in den nördlichen Savoyer Alpen.
Die Fläche des 9,82 km² großen Gemeindegebiets umfasst einen Abschnitt des Vallée du Brevon. Die nordöstliche Grenze bildet die Dranse, die in einem tiefen Erosionstal schluchtartig das Gebiet zwischen dem Mont d’Hermone und dem Hochplateau des Pays de Gavot durchschneidet. Von Südwesten her mündet hier der Brevon, ebenfalls tief eingeschnitten. Das Gemeindeareal erstreckt sich nach Westen über den Vorsprung von Reyvroz bis auf den Mont d’Hermone (bis 1370 m). Nach Süden reicht es jenseits des Brevon bis auf die Pointe du Rocher Blanc, auf der mit 1520 m der höchste Punkt von Reyvroz erreicht wird.
Zu Reyvroz gehören die Weilersiedlungen Vers le Nant (691 m), Vers le Pré (745 m) und Bulle (835 m) am Ostabhang des Mont d’Hermone sowie Outre Brevon (766 m) am südlichen Talhang des Brevon. Nachbargemeinden von Reyvroz sind Féternes im Norden, La Vernaz im Osten, Vailly im Süden sowie Lyaud im Westen.

## Sehenswürdigkeiten
Die Dorfkirche stammt aus dem 19. Jahrhundert. Eine Kapelle steht beim Gehöft Charmay.

## Bevölkerung
| Jahr                       | 1962 | 1968 | 1975 | 1982 | 1990 | 1999 | 2006 |
| Einwohner                  | 337  | 333  | 347  | 342  | 367  | 420  | 447  |
| Quellen: Cassini und INSEE |      |      |      |      |      |      |      |

Mit 498 Einwohnern (Stand 1. Januar 2022) gehört Reyvroz zu den kleinen Gemeinden des Département Haute-Savoie. Nachdem die Bevölkerungszahl im Verlauf der ersten Hälfte des 20. Jahrhunderts markant abgenommen hatte (1901 zählte Reyvroz noch 671 Einwohner), wurde seit den 1980er Jahren wieder ein Wachstum der Einwohnerzahl verzeichnet.

## Wirtschaft und Infrastruktur
Reyvroz war bis weit ins 20. Jahrhundert hinein ein vorwiegend durch die Landwirtschaft geprägtes Dorf. Heute gibt es verschiedene Betriebe des lokalen Kleingewerbes. Zahlreiche Erwerbstätige sind Wegpendler, die in den größeren Ortschaften der Umgebung, vor allem in Thonon-les-Bains, ihrer Arbeit nachgehen.
Die Ortschaft liegt abseits der größeren Durchgangsstraßen, ist aber von Thonon-les-Bains über die D26, welche nach Saint-Jeoire führt, relativ leicht erreichbar.